# Club Patí Vilanova

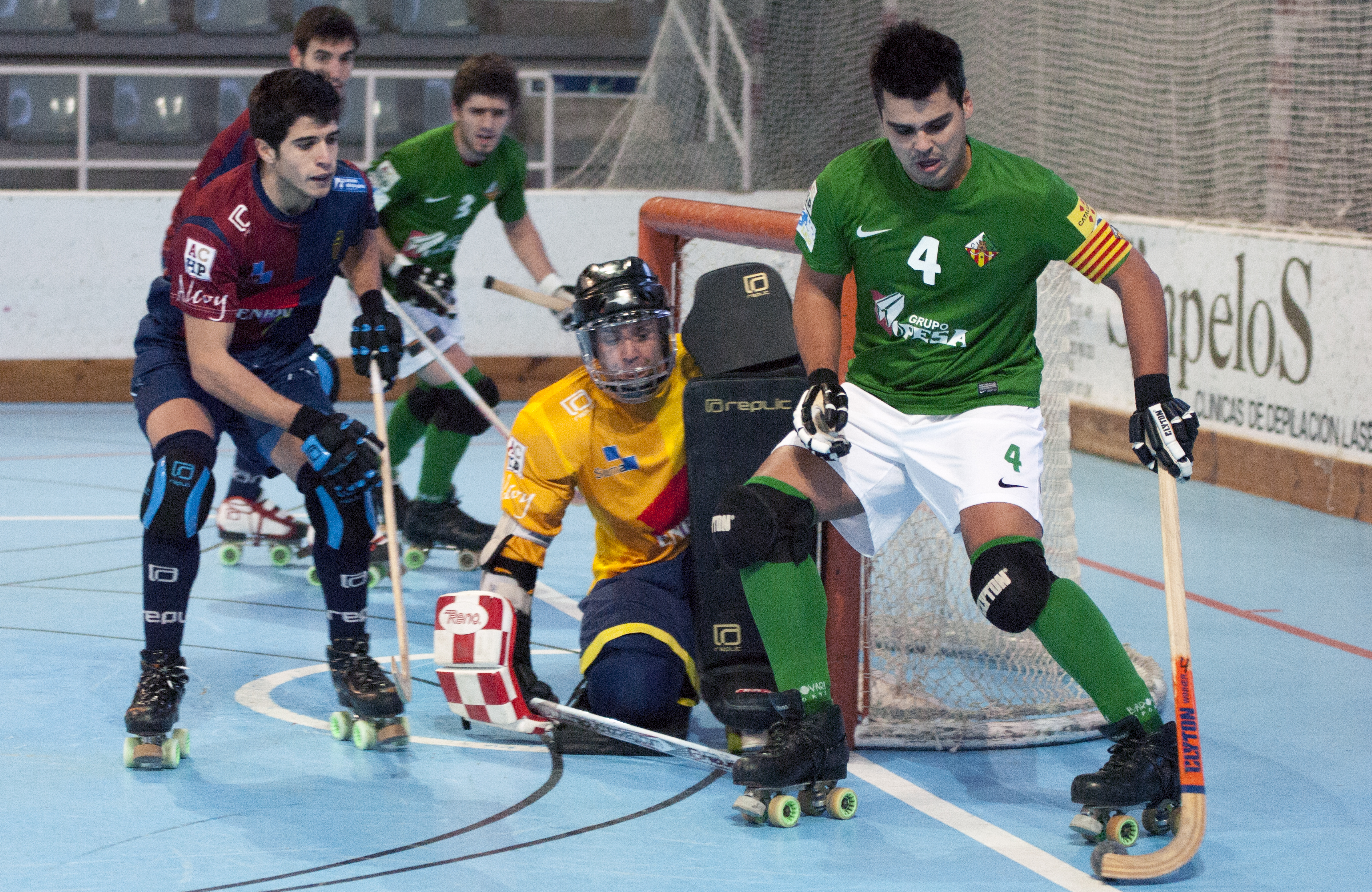
CP Vilanova

Der Club Patí Vilanova (kurz: CP Vilanova) ist ein Rollhockeyverein aus Vilanova i la Geltrú in Spanien. Er wurde 1951 gegründet und besitzt sowohl eine Männer- als auch eine Frauenmannschaft. Der aktuelle Vorsitzende ist Pau Viadel und der Manager Josep Lluís del Riu. In der Saison 2006/7 spielte der Verein als Sieger des CERS Cups gegen den FC Barcelona Hoquei um den CERH Continental Cup, wobei er mit 0:5 unterlag.